# Pinkus Neustadt

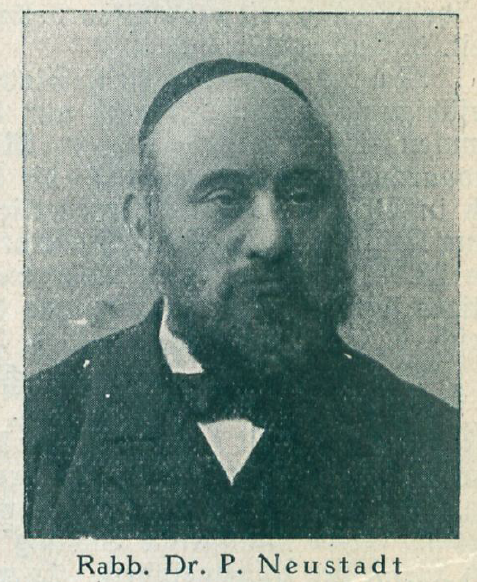
Pinkus Neustadt

Pinkus Neustadt (auch: Pinchas Neustadt; geboren am 17. September 1823 in Borek, Provinz Posen; gestorben am 24. Februar 1902 in Breslau, Provinz Schlesien)  war ein deutscher Rabbiner.

## Leben
Pinkus Neustadt war der Sohn des Michael Neustadt und seiner Frau Carolina. Der Vater starb bereits, als Pinkus noch ein Kind war.
Mit elf Jahren ging Neustadt zur Jeschiwa des Ortsrabbiners Israel Goldschmidt. Daneben betrieb er weltliche Studien. Er sollte Buchbinder lernen, riss aber aus und trat in die Jeschiwa von Elijahu Guttmacher in Pleschen, der ebenfalls aus Borek stammte, ein. Danach studierte er am Lehrerseminar in Posen. Das Lehrerexamen legte er dort ca. 1840 ab. Danach war er als Lehrer, Schächter und Prediger in Borek und in der Nachbarstadt Pogorzela tätig.
Ab 1841 hielt sich Neustadt an verschiedenen mecklenburgischen Orten auf und bereitete sich mit Hilfe christlicher Pfarrer auf das mecklenburgische Predigerexamen vor, das er 1844 unter Landesrabbiner von Mecklenburg-Schwerin Samuel Holdheim ablegte. 1845 wurde er Prediger in Stavenhagen. Die Rabbinatsprüfung legte er bei Israel Goldschmidt in Krotoschin ab. Nach dem Weggang von David Einhorn war er kurzzeitig Verweser des Landesrabbinats in Schwerin.
1854 wurde Neustadt auf Empfehlung von Ludwig Philippson Rabbiner in Arnswalde, Provinz Brandenburg, 1858 in Kolberg, Provinz Pommern, 1860 Stiftsrabbiner in Breslau. Dort hielt er Vorträge am Fraenckelschen Lehrhaus. Am 23. November 1860 immatrikulierte er sich an der Universität Breslau als Hörer ohne Reifezeugnis. 1864 wurde er in Jena promoviert.
Er war Leiter der „Hebräischen Unterrichtsanstalt“, einer jüdisch-orthodoxen Privatschule, die 1867 öffentlich anerkannt wurde. 1889 gründete er die Breslauer „Synagoge für Jugendgottesdienst“ („Pinchas-Synagoge“) in der Sonnenstraße (ul. Pawłowa) 25, deren Rabbiner er auch wurde.
1901 erhielt Neustadt den Königlichen Kronen-Orden.
Pinkus Neustadt war verheiratet mit Johanna Sulzbecher (gestorben 1877) aus Pommern. Der Sohn Louis Neustadt (1857–1918) wurde Schriftsteller und Redakteur.
Neustadt wurde auf dem Friedhof Lohestraße (ul. Ślężna) in Breslau beerdigt.

## Publikationen (Auswahl)
- Jahresbericht der hebräischen Unterrichtsanstalt ‘Es. H. ayyim. Breslau 1869 ff.
- Des Israeliten vorzüglichste Pflicht zur Zeit der Gefahr des Vaterlandes. Breslau 1870.
- Die talmudische Gottes- und Unsterblichkeitslehre. Erster Theil: Ueberblick über die Gottes- und Unsterblichkeitsbegriffe der vorzüglichsten orientalischen Völker, mit einem Hinblick auf diese Lehren des Judenthums. Dissertation Jena 1864, gedruckt Leipzig 1872.
- Wie erziehen wir unsere Kinder? Eine pädagogisch-exegetische Studie. Frankfurt am Main 1872.
- Zur jüdischen Feindesliebe. Schatsay, Breslau 1879.